# Substantia nigra
De substantia nigra of zwarte kern is een pigmenthoudende kern in het mesencephalon, ofwel het middendeel van de hersenen. Het behoort tot de basale kernen van het centrale zenuwstelsel. (Het overige deel van de basale kernen wordt gevormd door het corpus striatum, de globus pallidus en de nucleus subthalamicus). De substantia nigra bevat twee deelstructuren, de pars reticulata (SNr) en  de pars compacta (SNc). De substantia nigra (vooral de SNc) heeft een dopaminerge projectie op het putamen en de hersenschors. 
Bij de ziekte van Parkinson werkt de substantia nigra minder goed, doordat dopaminerge zenuwcellen in de pars compacta zijn afgestorven. Er is dan minder productie van dopamine, vandaar dat patiënten met deze aandoening als medicatie dopamineachtige stoffen toegediend krijgen.

## Functie
De substantia nigra speelt een belangrijke rol bij het starten van bewegingen en functioneel als schakelkern van het extrapiramidale systeem. Functies spelen bijvoorbeeld een rol bij de oculomotoriek, leren en verslaving. Veel effecten worden vanuit de substantia nigra via het corpus striatum doorgegeven.